# Ільмталь
Ільмталь (нім. Ilmtal) — громада в Німеччині, розташована в землі Тюрингія. Входить до складу району Ільм.
Площа — 102,70 км2. Населення становить Невірний параметр metadata 16 070 056 ос. (станом на 31 грудня 2021).